# Église Sainte-Barbe (Le Caire copte)
Pour les articles homonymes, voir Église Sainte-Barbe.
L'église Sainte-Barbe ou Sainte-Barbara ( ϯⲉⲕⲕⲗⲏⲥⲓⲁ ⲛⲧⲉ ϯⲁⲅⲓⲁ ⲃⲁⲣⲃⲁⲣⲁ ou Sitt Barbara) de rite copte orthodoxe est l'une des nombreuses paroisses coptes orthodoxes que l'on trouve dans le quartier copte du Caire orientale de la forteresse de Babylone et est l'un des bâtiments les plus anciens du Caire, datant du Ve ou VIe siècle. Une porte découverte lors d'une des nombreuses restaurations de l'église pourrait dater du IVe siècle. Cependant, comme beaucoup d'autres édifices d'architecture copte, elle fut reconstruite à plusieurs reprises, notamment à la fin du XIe siècle.

## Architecture
L'église Sainte-Barbe est connue pour ses nombreux objets précieux. Ces objets ont été envoyés au musée copte voisin, situé à quelques mètres de l'église. La structure basilicale et le sanctuaire tripartite de l'église ressemblent beaucoup à ceux d'Abou Serga.
L'ambon médiéval soutenu par 10 colonnes date du XIVe siècle. Il a été reconstruit en 1911.
Il y a plusieurs autres icônes dans le bas-côté sud de l'église, représentant la Vierge Marie et Jésus lorsqu'il était enfant, Jésus entrant à Jérusalem et le baptême du Christ.
À proximité se trouve un couvent composé de plusieurs bâtiments, dont une école construite par le célèbre architecte Ramsès Wissa Wassef.

## Voir également

### Lectures complémentaires
- Weitzmann, Kurt, éd., L'ère de la spiritualité : l'art de l'Antiquité tardive et du début du christianisme, du troisième au septième siècle, no. 495, 1979, Metropolitan Museum of Art, New York, (ISBN 9780870991790)